# Помурски регион
Помурски регион  е един от 12-те региона на Словения. Населението му е 114 776 жители (по приблизителна оценка от януари 2018 г.), а площта 1337 кв. км. Икономиката се поделя на: 41,20% услуги, 44,80% промишленост и 14% земеделие. Привлича 7,80% от туристите в Словения, повечето от които са словенци (52%).